# Pruski (Iłowo-Osada)
Pruski (deutsch Prusken) ist ein kleiner Ort in der polnischen Woiwodschaft Ermland-Masuren und gehört zur Gmina Iłowo-Osada (Landgemeinde Illowo) im Powiat Działdowski (Kreis Soldau).

## Geographische Lage
Pruski liegt im Südwesten der Woiwodschaft Ermland-Masuren, 19 Kilometer südlich der einstigen Kreisstadt Neidenburg (polnisch Nidzica) bzw. zehn Kilometer südöstlich der jetzigen Kreismetropole Działdowo (deutsch Soldau i. Ostpr.).

## Geschichte
Der kleine Ort Prusken, bestehend aus einem sehr großen Hof mit Gehöften, wurde um 1446 gegründet und war bis 1945 als Vorwerk ein Wohnplatz der Gemeinde Bialutten (polnisch Białuty) im ostpreußischen Kreis Neidenburg. Im Jahre 1905 lebten hier 76 Menschen.
Innerhalb des Soldauer Gebiets gelegen war Prusken als „Pruski“ 1920 an Polen überstellt worden und kam 1939 zum Deutschen Reich und dem Kreis Neidenburg zurück.
Doch schon bald – 1945 – wurde es, dieses Mal mit dem gesamten südlichen Ostpreußen, in Kriegsfolge an Polen abgetreten. Die heutige Siedlung (polnisch Osada) Pruski ist eine Ortschaft innerhalb der Gmina Iłowo-Osada (Landgemeinde Illowo) im Powiat Działdowski (Kreis Soldau), bis 1998 der Woiwodschaft Ciechanów, seither der Woiwodschaft Ermland-Masuren zugeordnet.

## Kirche
Bis 1945 war Prusken resp. Pruski kirchlich an Bialutten (polnisch Białuty) orientiert. Katholischerseits ist dieser Bezug bis heute gegeben, evangelischerseits ist Pruski jetzt in die Erlöserkirche in Działdowo (Soldau) in der Diözese Masuren der Evangelisch-Augsburgischen Kirche in Polen eingegliedert.

## Verkehr
Pruski liegt am Endpunkt einer von Purgałki (Purgalken) kommenden Nebenstraße. Eine Anbindung an den Bahnverkehr besteht nicht.